# Wollapfel
Der Wollapfel (Malus tschonoskii) ist eine Pflanzenart aus der Gattung der Äpfel (Malus) in der Familie der Rosengewächse (Rosaceae). Sie ist in Japan beheimatet.

## Beschreibung
Der Wollapfel kann eine Wuchshöhe von bis zu 10 Metern erreichen. Beim jungen Baum ist die Baumkrone schmal kegelförmig, im Alter verbreitert sie sich deutlich. Die lederig dicken Laubblätter sind bei einer Länge von 10 bis 12 cm und einer Breite von 6 bis 8 cm breit eilänglich bis herzförmig. Die Blattoberseite ist glänzend dunkelgrün und die Blattunterseite ist weiß behaart. Die Herbstfärbung ist scharlachrot und goldgelb.
Vier bis fünf Blüten stehen zusammen. Die Blütenknospen sind rosafarben. Die zwittrigen Blüten sind radiärsymmetrisch und fünfzählig. Die fünf Kelchblätter bleiben nach der Anthese erhalten. Die fünf freien Kronblätter sind weiß. Die flachkugelige Apfelfrucht besitzt einen Durchmesser von 2 bis 3 cm und ist glänzend gelb bis tiefrot gefärbt.
Die Chromosomenzahl beträgt 2n=34.

## Verbreitung
Die Heimat des Wollapfels liegt in Japan auf den Inseln Honshū, Kyushu und Shikoku.

## Systematik
Die Erstbeschreibung dieser Art erfolgte 1873 unter dem Namen Pyrus tschonoskii durch Karl Johann Maximowicz im Bulletin de l'Academie Imperiale des Sciences de Saint-Pétersbourg. Sie wurde 1906 durch Camillo Karl Schneider unter dem Namen Malus tschonoskii (Maxim.) in die Gattung Malus gestellt. Malus tschonoskii gehört zur Sektion Docyniopsis in der Gattung Malus.

## Nutzung
Der Wollapfel eignet sich als kleinbleibender Baum als Ziergehölz in Gärten, Parks, Plätzen und Wegen. Er gewinnt zunehmende Bedeutung als Alleebaum.
Die Früchte können roh oder gegart gegessen werden. Das Fruchtfleisch besitzt eine grobkörnige Struktur. Die Früchte sind sehr fest, schwach saftig mit einem stark sauren Geschmack (ziemlich nach Zitrone).